# Jesús Mosterín
Jesús Mosterín, né le 24 septembre 1941 à Bilbao et mort le 4 octobre 2017 à Barcelone, est un anthropologue, philosophe et mathématicien espagnol dont les réflexions, à la croisée de la philosophie et de la science — deux disciplines qui, selon lui, ont toujours entretenu une relation symbiotique —, touchent à de larges pans de la pensée contemporaine.